# Walter Serena
Walter Serena (San Zeno Naviglio, 3 d'abril de 1928 - Brèscia, 19 d'agost de 2011) va ser un ciclista italià que fou professional entre 1952 i 1957. Durant la seva carrera professional destaca la victòria a la Volta a Catalunya de 1954.

## Palmarès
- 1954
  -  1r de la Volta a Catalunya i vencedor d'una etapa
  - 1r del Gran Premi Pontremoli
- 1955
  - Vencedor d'una etapa al Giro de Sicília

### Resultats al Giro d'Itàlia
- 1953. 28è de la classificació general
- 1954. 55è de la classificació general
- 1955. 44è de la classificació general
- 1956. Abandona